# Harold Heiland
Harold William „Hal” Heiland (ur. 26 kwietnia 1890 w Ilion, zm. 18 kwietnia 1963 w Los Angeles) – amerykański lekkoatleta specjalizujący się w biegach sprinterskich, olimpijczyk.
Uczestniczył w rywalizacji na V Igrzyskach olimpijskich rozgrywanych w Sztokholmie w 1912 roku. Startował tam w dwóch konkurencjach lekkoatletycznych. W biegu na 100 metrów odpadł w fazie eliminacyjnej. W biegu na 200 metrów odpadł w fazie półfinałowej.
Rekordy życiowe: 100 metrów – 10,7 (1912); 200 metrów – 22,0 (1912).